# Werner Nefflen

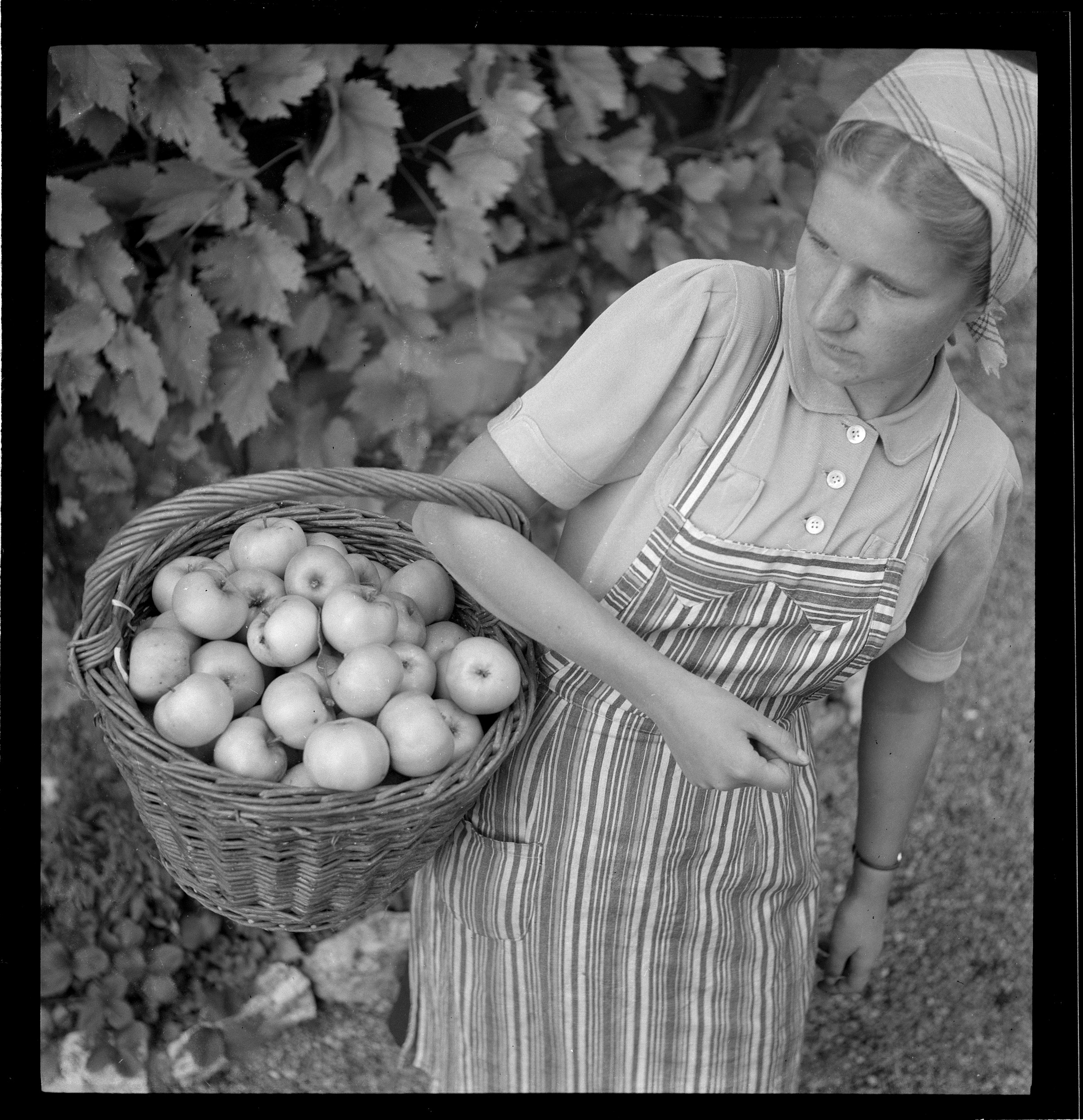
Mladá žena se sklizní jablek, 1944

Werner Nefflen (28. dubna 1919 v Ennetbadenu – 1. srpna 2014 tamtéž) byl švýcarský fotograf. Ve své rodné zemi je považován za „fotografické svědomí regionu“ tím, že na fotografiích nedokumentuje pouze chod svého bezprostředního okolí, ale navíc je autoritou, protože témata, která zaznamenával, byla celonárodně známá.

## Životopis
K fotografování se dostal díky daru fotoaparátu od svého otce, který byl členem amatérského fotoklubu společnosti Brown, Boveri & Cie. v Badenu.
Po absolvování střední školy v Badenu navštěvoval Nefflen v letech 1935 až 1939 fotografickou třídu na Kunstgewerbeschule v Curychu pod vedením Hanse Finslera, kterou úspěšně absolvoval. Nefflen se cítil zvláště spojený se sochařem a typografem Alfredem Willimannem (1900–1957). Poté pracoval jako fotograf na volné noze, především pořizoval produktové, architektonické a krajinářské fotografie ve své domovské komunitě. Jeho zákazníky byli většinou umělci, architekti nebo lidé z oblasti průmyslu. V roce 1959 si nechal postavit svůj ateliér a dům pod Schartenfelsens na Lägernu. S výjimkou dvou krátkých angažmá na začátku své kariéry byl Nefflen vždy soukromý podnikatel. V jeho fotografiích vystupují do popředí jeho sympatie k lidem „jako vy a já“, blízkost k přírodě a fascinace technologií, architekturou a kulturou. Jeho tvůrčí síla přetrvala až do roku 1997.
I když on sám své fotografie za umění nepovažoval, po jeho smrti je z jeho soukromého sklepa „umělecký znalci a bývalí pracovníci“ zachránili a profesionálně digitálně archivovali. Většina ze 40 000 filmů, které během svého dlouhého života exponoval, byla zakázková práce. Jen pár jich vzniklo na cestách po švýcarských horách, ve Španělsku nebo Francii. Tyto soukromé fotografie nebyly archivovány.
Nefflen byl ženatý s Iris a měl s ní dvě dcery a syna. Byl členem Asociace švýcarských interiérových designérů.

## Galerie

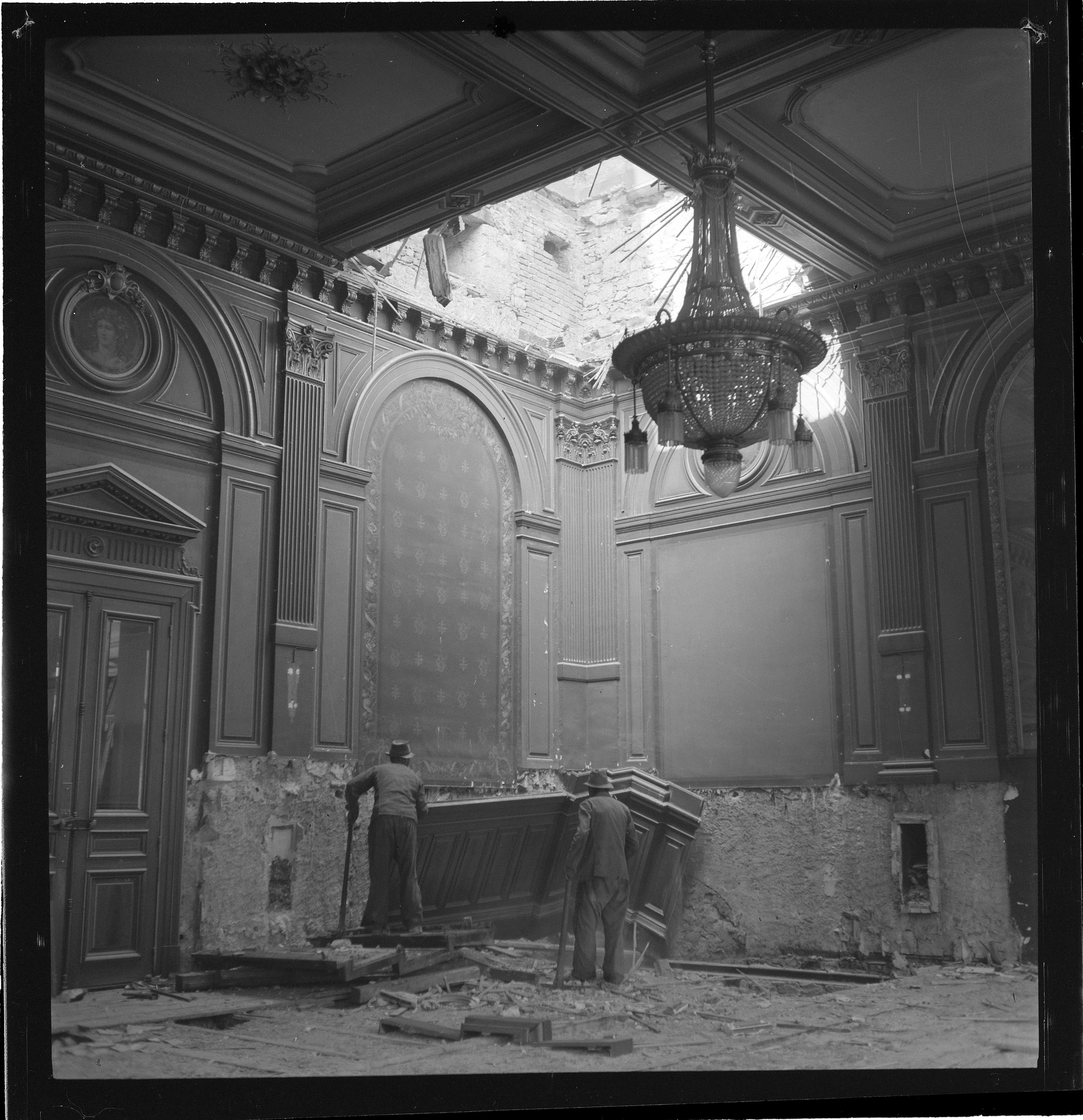
Demolice Grandhotelu Baden, 1944
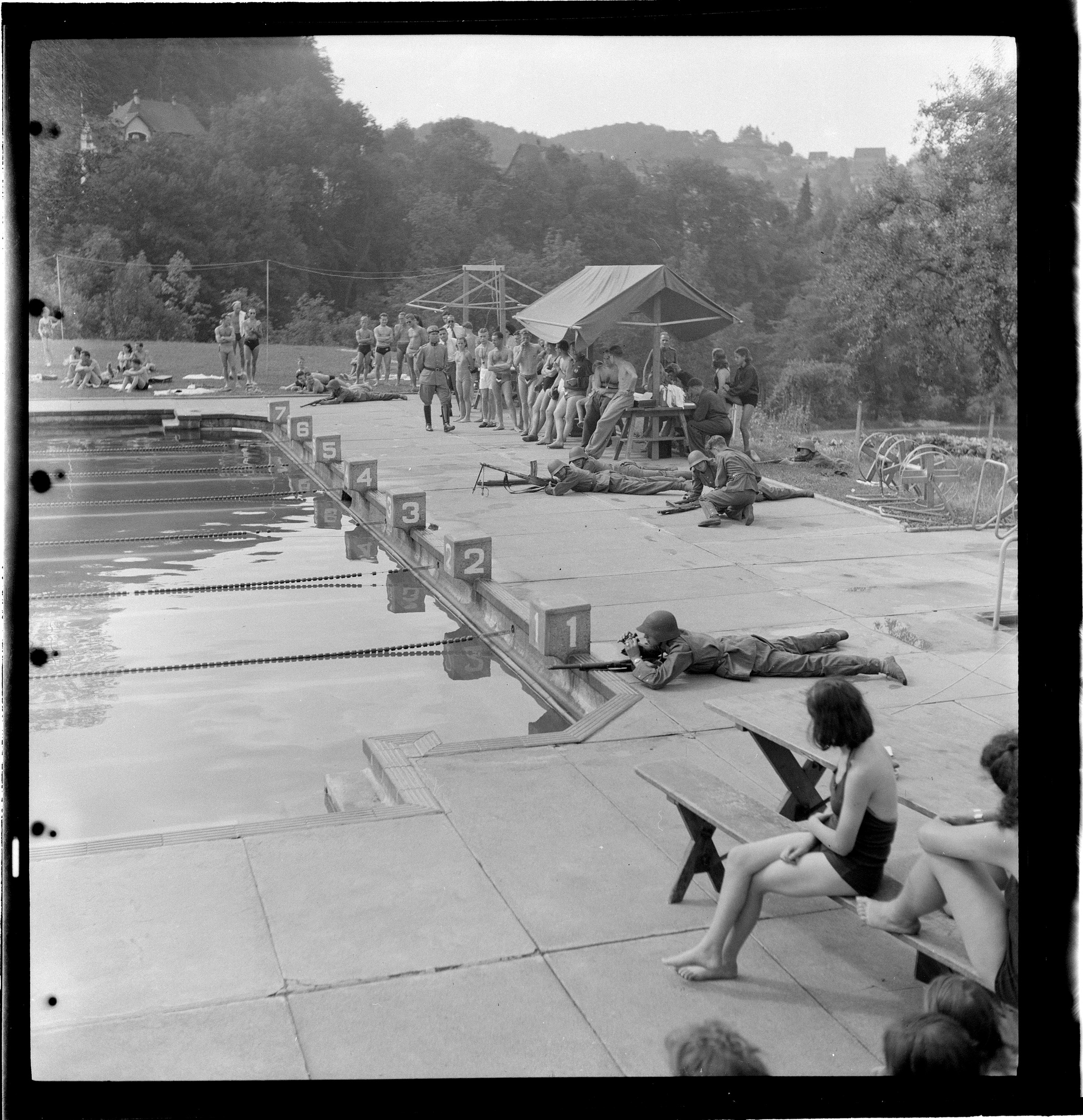
Vojenské sportovní ukázky na terasovém bazénu Baden, 1944/45
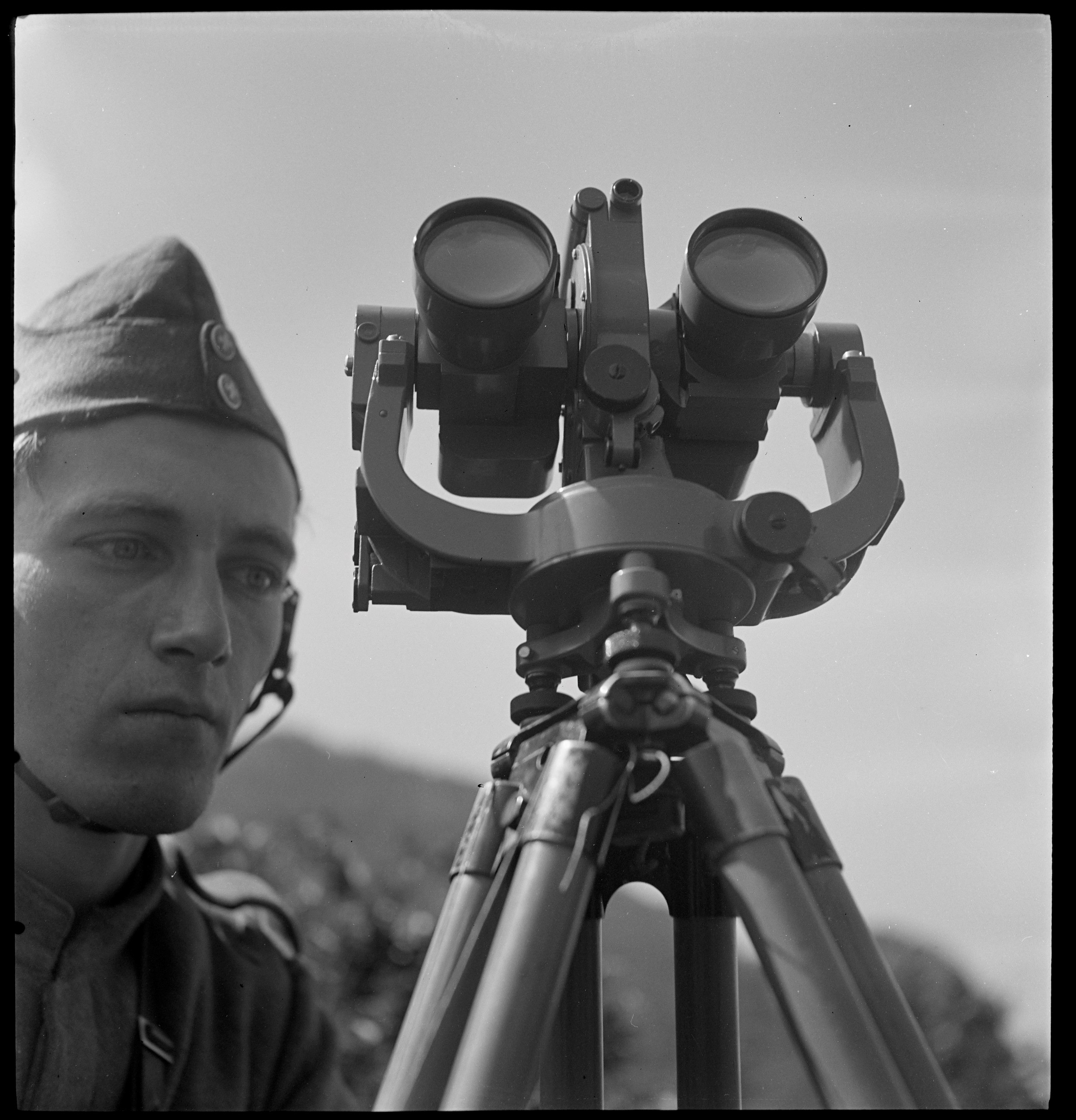
Aktivní služba, Innerschweiz, 1942–1943
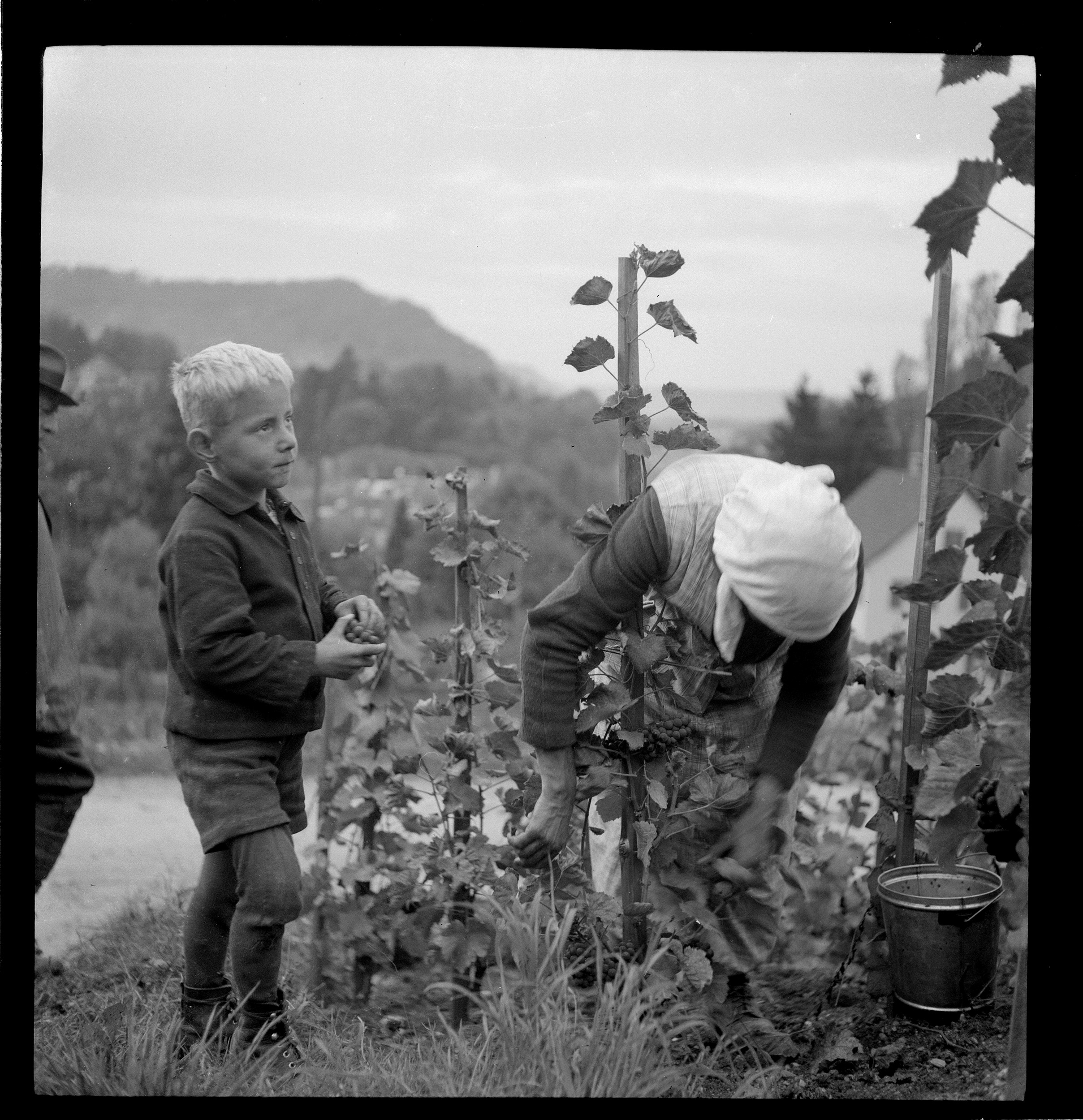
Rebfrau und Knabe bei Spitaltrotte Ennetbaden, 1941
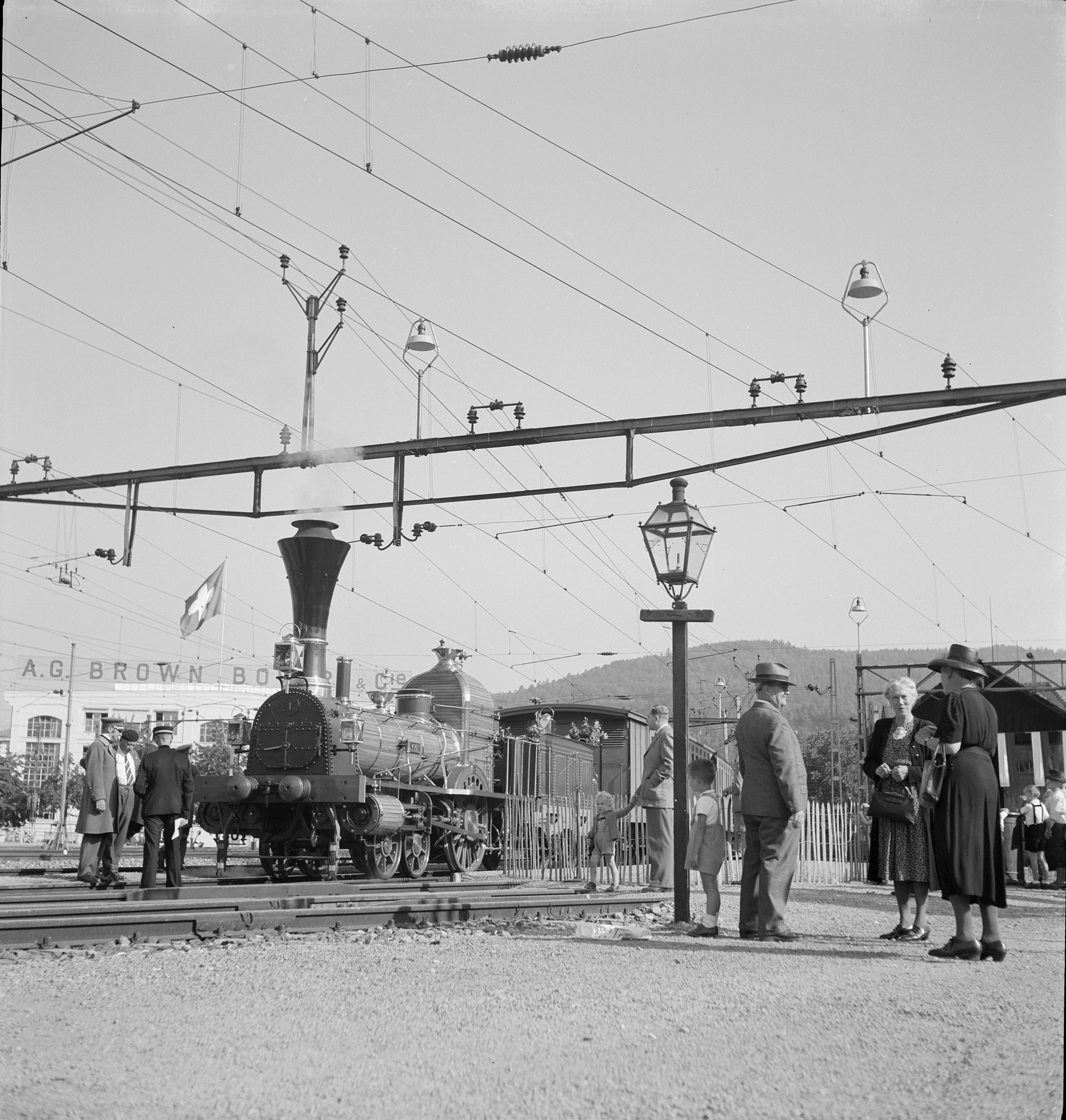
Jubilaum Spanischbrotlibahn, 1947
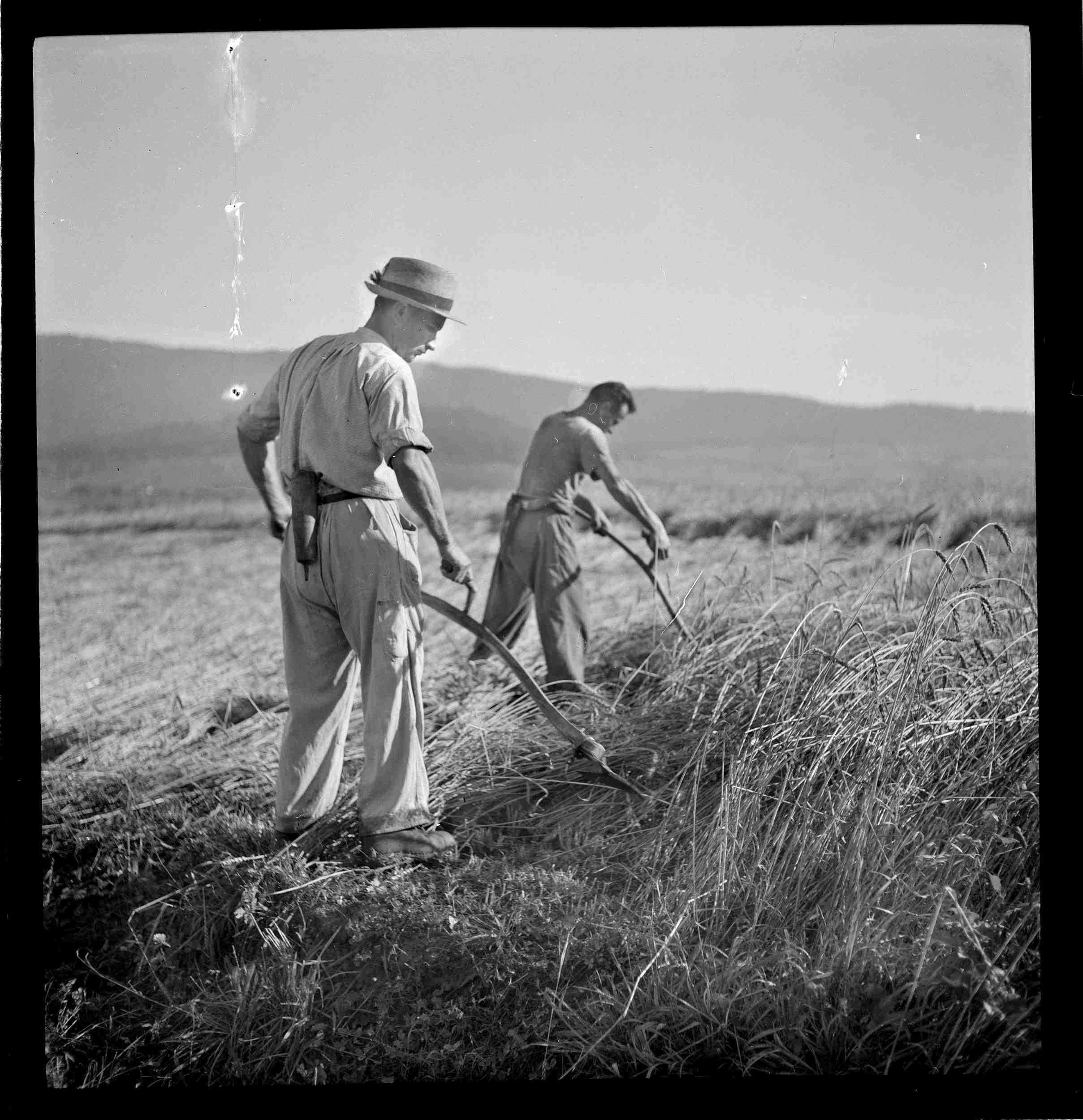
Getreideernte bei Otelfingen, 1942
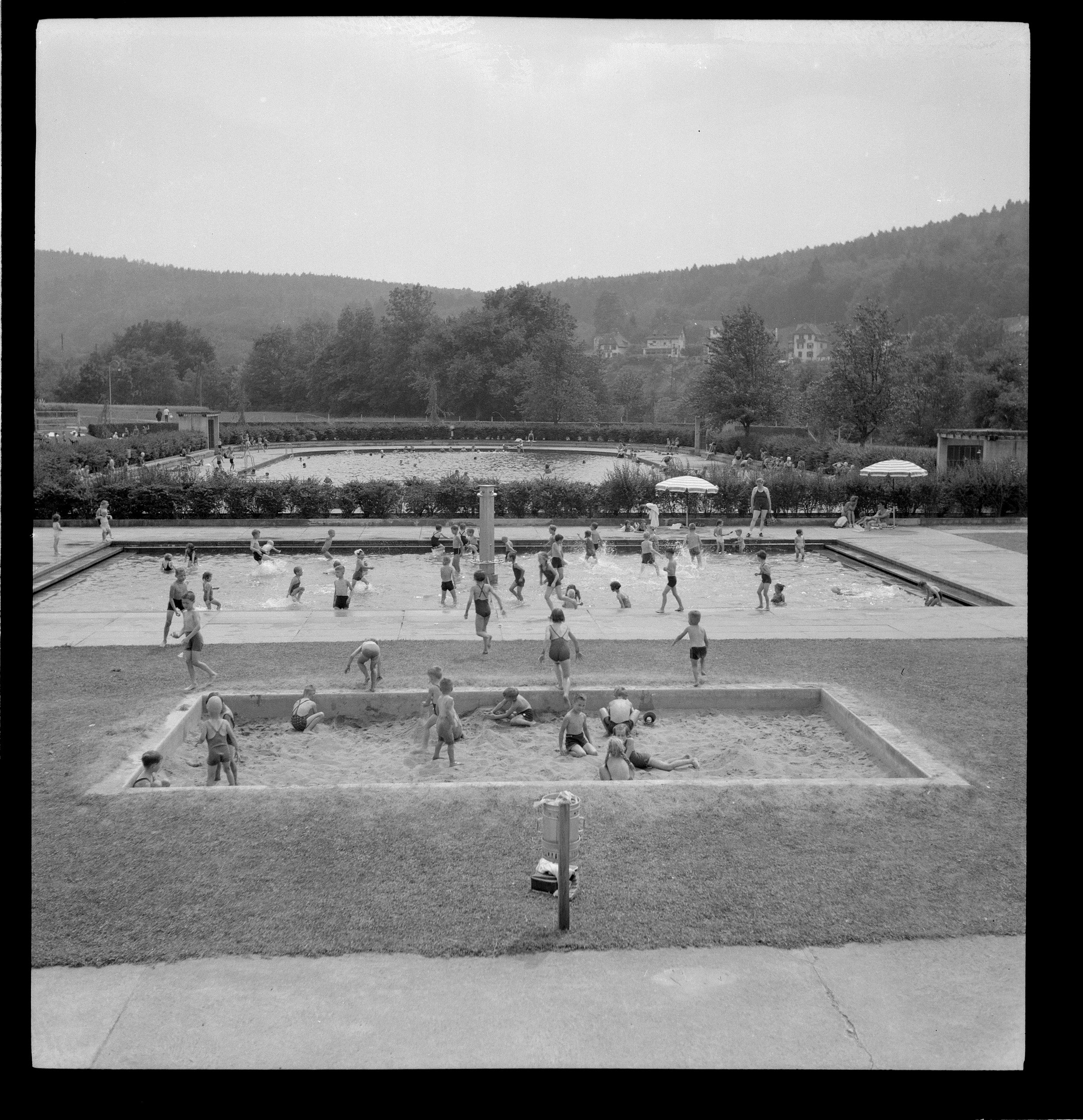
Terasový plavecký bazén Baden, 1942